# Due bianchi nell'Africa nera
Due bianchi nell'Africa nera è un film del 1970 diretto da Bruno Corbucci. 
Il film, come altre pellicole della coppia, presenta analogie con la commedia Riusciranno i nostri eroi a ritrovare l'amico misteriosamente scomparso in Africa?.

## Trama
Franco e Ciccio, due goffi lavoratori di un circo, partono per l'Africa. Dopo essersi persi nella giungla, i due finiscono nelle mani di una tribù locale. Lo scimpanzé intelligente Filiberto segue Franco e Ciccio nell'avventura.
Il loro proprietario ha deciso che il cacciatore Krauser deve catturare nell'Africa nera una grande quantità di elefanti, gibboni, leoni e giraffe per incrementare i guadagni del suo circo a Roma. Franco, quasi un fratello per Filiberto, gli indica cosa fare, ma lo scimpanzé scappa perché s'innamora di una sua simile. Franco e Ciccio, nel tentativo di trovarlo, si perdono nella giungla e così vengono addestrati in un corpo dell'esercito tedesco, scambiandolo per un aeroporto africano. Scappati per la paura delle varie esplosioni, Franco e Ciccio vengono inseguiti dal capitano che li vuole fucilare per diserzione, ma i due riescono a salvarsi in un pullman turistico.
Braccati ancora, Franco e Ciccio finiscono nelle sabbie mobili, ma riescono a salvarsi grazie all'aiuto di un imbroglione messicano che, promettendo loro di portarli all'aeroporto per tornare in Italia, li vende a un popolo di cannibali che governa quelle terre. Mentre Franco e Ciccio stanno per morire, interviene Tarzan che li salva e li riporta con Filiberto nell'accampamento dei loro direttori del circo. Lì Tarzan s'innamora di Frida, la figlia di Otto Krauser, il quale non si accorge assieme ai due imbranati amici che li è appena fuggita con il suo selvaggio amante. Franco e Ciccio assieme a Otto si mettono a cercare Frida per tutta l'Africa nera, trovando solo guai. Alla fine vengono di nuovo raggiunti dalla pattuglia del comandante tedesco, che vuole fucilare immediatamente Franco e Ciccio. Otto, riconoscendo il suo amico nella figura del comandante, lo abbraccia affettuosamente, ma questi è irremovibile e vuole per forza giustiziare i due amici. Un nuovo intervento di Tarzan salva però tutti quanti. In partenza per l'Italia, Tarzan incomincia a soffrire i disturbi della civiltà, dato che lui non ci è abituato. Assieme a Frida e a Franco e Ciccio, si getta dalla nave in mare per continuare la bella vita in Africa, assieme a Filiberto.

## Produzione

### Riprese
Il film è stato girato nei pressi del Lago di Fogliano, tra Sabaudia e Latina.